# 마이클 J. 파디야
마이클 J. 파디야(Michael J. Padilla)는 2007년 봄부터 2012년 7월까지 유진 P. 무어 교육학교(Eugene P. Moore School of Education)의 전 이사이자 클렘슨 대학교의 EC 부학장을 역임했다. 그 전에는 아테네에 있는 조지아 대학교에서 과학 교육 분야 아데르홀드 석좌교수를 역임했다. 파디야 박사는 조지아 대학교에서 공공 서비스 부문 월터 B. 힐 공로상(Walter B. Hill Award)을 수상했으며 2003년에는 국립 과학 교사 협회(NSTA) 공로상을 받았다. 2012년 파디야는 NSTA 로버트 H 상을 받았다. 이는 협회의 가장 권위 있는 상인 국가 리더십에 대한 칼턴 상이다. 칼턴상은 국가 수준, 특히 NSTA의 과학 교육에 뛰어난 공헌을 하고 리더십을 제공한 NSTA 회원을 표창한다. NSTA의 최고상이다. 그는 4개의 국립 과학 재단과 수많은 미국 교육부 보조금에서 총 3,600만 달러 이상의 자금을 지원하는 등 광범위한 리더십 경험을 보유하고 있다. 최근 몇 년 동안 그는 UGA의 라틴계 성취 및 교육 성공 센터(CLASE)와 그가 감독한 클렘슨 대학 라틴계 문제 위원회를 통해 영어 학습자 문제에 중점을 두었다.